# Sierra de Mojantes
Sierra de Mojantes este o arie protejată (arie de protecție specială avifaunistică — SPA) din Spania întinsă pe o suprafață de 1.486,49 ha, integral pe uscat.

## Localizare
Centrul sitului Sierra de Mojantes este situat la coordonatele 38°01′32″N 2°04′32″W / 38.0256°N 2.0756°V.

## Înființare
Situl Sierra de Mojantes a fost declarat arie de protecție specială avifaunistică în februarie 2001 pentru a proteja 26 de specii de animale.

## Biodiversitate
Situată în ecoregiunea mediteraneană, aria protejată conține 6 habitate naturale: Păduri de Quercus ilex și Quercus rotundifolia, Pseudostepă cu ierburi și specii anuale de Thero-Brachypodietea, Păduri de pin (sub-) mediteraneene cu pini negri endemici, Lande oro-mediteraneene cu formațiuni endemice de grozamă, Matorral arborescenți cu Juniperus spp., Pante stâncoase calcaroase cu vegetație casmofită.
La baza desemnării sitului se află mai multe specii protejate de  păsări (26): vulturul negru (Aegypius monachus), acvilă de munte (Aquila chrysaetos), buha (Bubo bubo), ciocârlie-cu-degete-scurte (Calandrella brachydactyla), Caprimulgus ruficollis, șerpar (Circaetus gallicus), Falco naumanni, șoim călător (Falco peregrinus), șoimul rândunelelor (Falco subbuteo), ciocârlan (Galerida cristata), Galerida theklae, zăgan (Gypaetus barbatus), vulturul pleșuv sur (Gyps fulvus), acvilă pitică (Hieraaetus pennatus), ciocârlie de pădure (Lullula arborea), prigoare (Merops apiaster), gaia roșie (Milvus milvus), mierlă de piatră (Monticola saxatilis), vultur egiptean (Neophron percnopterus), pietrar mediteranean (Oenanthe hispanica), Oenanthe leucura, pietrar sur (Oenanthe oenanthe), ciuf-pitic (Otus scops), Pyrrhocorax pyrrhocorax, mărăcinar negru (Saxicola torquatus), turturică (Streptopelia turtur).
Pe lângă speciile protejate, pe teritoriul sitului au mai fost identificate 30 de specii de plante, 13 specii de păsări, 6 specii de mamifere.